# Circoscrizione Calabria (Camera dei deputati)
La circoscrizione Calabria è una circoscrizione elettorale italiana per l'elezione della Camera dei deputati.

## Storia e territorio
La circoscrizione venne istituita dalla legge Mattarella (legge 4 agosto 1993, n. 277) e sostituiva la precedente circoscrizione Catanzaro-Cosenza-Reggio Calabria (o collegio di Catanzaro) in vigore per tutte le elezioni politiche in Italia dal 1948 al 1992. Fu confermata nelle successive legge Calderoli (legge 21 dicembre 2005, n. 270) e legge Rosato (legge 3 novembre 2017, n. 165).
Il territorio della circoscrizione coincide all'intera regione Calabria.

## Dal 1993 al 2005

### Collegi uninominali
| Mappa | Collegio                                 | Comuni |
| ----- | ---------------------------------------- | --- |
|       | 1. Paola                                 | - Acquappesa - Aieta - Amantea - Belmonte Calabro - Belvedere Marittimo - Bonifati - Buonvicino - Cetraro - Cleto - Diamante - Falconara Albanese - Fiumefreddo Bruzio - Fuscaldo - Grisolia - Guardia Piemontese - Longobardi - Maierà - Orsomarso - Paola - Praia a Mare - San Lucido - San Nicola Arcella - San Pietro in Amantea - Sangineto - Santa Domenica Talao - Santa Maria del Cedro - Scalea - Serra d'Aiello - Tortora - Verbicaro |
|       | 2. Castrovillari                         | - Acquaformosa - Bisignano - Castrovillari - Cervicati - Cerzeto - Civita - Fagnano Castello - Firmo - Frascineto - Laino Borgo - Laino Castello - Lattarico - Lungro - Malvito - Mongrassano - Morano Calabro - Mormanno - Mottafollone - Papasidero - Roggiano Gravina - Rota Greca - San Basile - San Benedetto Ullano - San Donato di Ninea - San Marco Argentano - San Martino di Finita - San Sosti - Santa Caterina Albanese - Sant'Agata di Esaro - Saracena - Tarsia - Torano Castello |
|       | 3. Corigliano Calabro                    | - Albidona - Alessandria del Carretto - Amendolara - Canna - Cassano allo Ionio - Castroregio - Cerchiara di Calabria - Corigliano Calabro - Francavilla Marittima - Montegiordano - Nocara - Oriolo - Plataci - Rocca Imperiale - Roseto Capo Spulico - San Cosmo Albanese - San Demetrio Corone - San Giorgio Albanese - San Lorenzo Bellizzi - San Lorenzo del Vallo - Santa Sofia d'Epiro - Spezzano Albanese - Terranova da Sibari - Trebisacce - Vaccarizzo Albanese - Villapiana |
|       | 4. Rossano                               | - Acri - Bocchigliero - Calopezzati - Caloveto - Campana - Cariati - Cropalati - Crosia - Longobucco - Mandatoriccio - Paludi - Pietrapaola - Rossano - San Giovanni in Fiore - Scala Coeli - Terravecchia |
|       | 5. Rende                                 | - Aprigliano - Casole Bruzio - Castiglione Cosentino - Castrolibero - Celico - Cerisano - Figline Vegliaturo - Lappano - Luzzi - Marano Marchesato - Marano Principato - Mendicino - Montalto Uffugo - Pedace - Piane Crati - Pietrafitta - Rende - Rose - Rovito - San Fili - San Pietro in Guarano - San Vincenzo La Costa - Serra Pedace - Spezzano della Sila - Spezzano Piccolo - Trenta - Zumpano |
|       | 6. Cosenza                               | - Aiello Calabro - Altilia - Belsito - Bianchi - Carolei - Carpanzano - Cellara - Colosimi - Cosenza - Dipignano - Domanico - Grimaldi - Lago - Malito - Mangone - Marzi - Panettieri - Parenti - Paterno Calabro - Pedivigliano - Rogliano - Santo Stefano di Rogliano - Scigliano |
|       | 7. Lamezia Terme                         | - Conflenti - Cortale - Curinga - Decollatura - Falerna - Feroleto Antico - Gizzeria - Jacurso - Lamezia Terme - Maida - Martirano - Martirano Lombardo - Motta Santa Lucia - Nocera Tirinese - Pianopoli - Platania - San Mango d'Aquino - San Pietro a Maida - Soveria Mannelli |
|       | 8. Catanzaro                             | - Amaroni - Borgia - Caraffa di Catanzaro - Catanzaro - Girifalco - San Floro - Simeri Crichi - Soveria Simeri - Squillace - Stalettì |
|       | 9. Isola di Capo Rizzuto                 | - Albi - Amato - Andali - Belcastro - Botricello - Carlopoli - Cerva - Cicala - Cropani - Fossato Serralta - Gimigliano - Magisano - Marcedusa - Marcellinara - Miglierina - Pentone - Petronà - San Pietro Apostolo - Sellia - Sellia Marina - Serrastretta - Sersale - Settingiano - Sorbo San Basile - Taverna - Tiriolo - Zagarise - Cotronei - Cutro - Isola di Capo Rizzuto - Mesoraca - Petilia Policastro - Roccabernarda - San Mauro Marchesato - Santa Severina - Scandale |
|       | 10. Crotone                              | - Belvedere di Spinello - Caccuri - Carfizzi - Casabona - Castelsilano - Cerenzia - Cirò - Cirò Marina - Crotone - Crucoli - Melissa - Pallagorio - Rocca di Neto - San Nicola dell'Alto - Savelli - Strongoli - Umbriatico - Verzino |
|       | 11. Vibo Valentia                        | - Acquaro - Briatico - Cessaniti - Dinami - Drapia - Filandari - Francica - Ionadi - Joppolo - Limbadi - Maierato - Mileto - Nicotera - Parghelia - Pizzo - Ricadi - Rombiolo - San Calogero - San Costantino Calabro - San Gregorio d'Ippona - Sant'Onofrio - Spilinga - Stefanaconi - Tropea - Vibo Valentia - Zaccanopoli - Zambrone - Zungri |
|       | 12. Soverato                             | - Argusto - Badolato - Cardinale - Cenadi - Centrache - Chiaravalle Centrale - Davoli - Gagliato - Gasperina - Guardavalle - Isca sullo Ionio - Montauro - Montepaone - Olivadi - Palermiti - Petrizzi - San Sostene - Santa Caterina dello Ionio - Sant'Andrea Apostolo dello Ionio - San Vito sullo Ionio - Satriano - Soverato - Torre di Ruggiero - Vallefiorita - Arena - Brognaturo - Capistrano - Dasà - Fabrizia - Filadelfia - Filogaso - Francavilla Angitola - Gerocarne - Mongiana - Monterosso Calabro - Pizzoni - Polia - San Nicola da Crissa - Serra San Bruno - Simbario - Sorianello - Soriano Calabro - Spadola - Vallelonga - Vazzano |
|       | 13. Siderno                              | - Agnana Calabra - Anoia - Bivongi - Camini - Candidoni - Caulonia - Cinquefrondi - Feroleto della Chiesa - Galatro - Giffone - Gioiosa Ionica - Grotteria - Laureana di Borrello - Mammola - Marina di Gioiosa Ionica - Maropati - Martone - Monasterace - Pazzano - Placanica - Polistena - Riace - Roccella Ionica - San Giovanni di Gerace - San Pietro di Caridà - Serrata - Siderno - Stignano - Stilo |
|       | 14. Locri                                | - Africo - Antonimina - Ardore - Bagaladi - Benestare - Bianco - Bova - Bovalino - Bova Marina - Brancaleone - Bruzzano Zeffirio - Canolo - Caraffa del Bianco - Cardeto - Careri - Casignana - Ciminà - Condofuri - Ferruzzano - Gerace - Locri - Melito di Porto Salvo - Montebello Ionico - Motta San Giovanni - Palizzi - Platì - Portigliola - Roccaforte del Greco - Roghudi - Samo - San Lorenzo - San Luca - Sant'Agata del Bianco - Sant'Ilario dello Ionio - Staiti |
|       | 15. Reggio Calabria - Sbarre             | - Parte di Reggio Calabria |
|       | 16. Reggio Calabria - Villa San Giovanni | - Parte di Reggio Calabria - Bagnara Calabra - Calanna - Campo Calabro - Cosoleto - Delianuova - Fiumara - Laganadi - Melicuccà - San Procopio - San Roberto - Sant'Alessio in Aspromonte - Sant'Eufemia d'Aspromonte - Santo Stefano in Aspromonte - Scilla - Seminara - Sinopoli - Villa San Giovanni |
|       | 17. Palmi                                | - Cittanova - Gioia Tauro - Melicucco - Molochio - Oppido Mamertina - Palmi - Rizziconi - Rosarno - San Ferdinando - San Giorgio Morgeto - Santa Cristina d'Aspromonte - Scido - Taurianova - Terranova Sappo Minulio - Varapodio |

### XII legislatura

#### Risultati elettorali
| Coalizioni                                | Liste                                     | Proporzionale | Proporzionale | Proporzionale | Maggioritario | Maggioritario | Maggioritario |
| Coalizioni                                | Liste                                     | Voti          | %             | Seggi         | Voti          | %             | Seggi         |
| ----------------------------------------- | ----------------------------------------- | ------------- | ------------- | ------------- | ------------- | ------------- | ------------- |
| Polo del Buon Governo                     | Forza Italia                              | 206.984       | 18,96         | 1             | 374.929       | 33,78         | 7             |
| Polo del Buon Governo                     | Alleanza Nazionale                        | 188.181       | 17,24         | 1             | 374.929       | 33,78         | 7             |
| Progressisti                              | Partito Democratico della Sinistra        | 241.909       | 22,16         | 1             | 384.445       | 34,64         | 10            |
| Progressisti                              | Rifondazione Comunista                    | 101.437       | 9,49          | 1             | 384.445       | 34,64         | 10            |
| Progressisti                              | Partito Socialista Italiano               | 42.888        | 3,93          | -             | 384.445       | 34,64         | 10            |
| Progressisti                              | Federazione dei Verdi                     | 20.712        | 1,90          | -             | 384.445       | 34,64         | 10            |
| Progressisti                              | La Rete                                   | 15.569        | 1,43          | -             | 384.445       | 34,64         | 10            |
| Progressisti                              | Alleanza Democratica                      | 14.442        | 1,32          | -             | 384.445       | 34,64         | 10            |
| Patto per l'Italia                        | Partito Popolare Italiano                 | 130.041       | 11,91         | 1             | 223.195       | 20,11         |               |
| Patto per l'Italia                        | Patto Segni                               | 72.331        | 6,63          | 1             | 223.195       | 20,11         |               |
| Socialdemocrazia per le Libertà           | Socialdemocrazia per le Libertà           | 25.290        | 2,32          | -             | 34.421        | 3,10          |               |
| Movimento Meridionale                     | Movimento Meridionale                     | 8.700         | 0,80          | -             | 31.636        | 2,85          | -             |
| Movimento Cristiano Veritas               | Movimento Cristiano Veritas               | 6.404         | 0,59          | -             | 6.514         | 0,59          | -             |
| Unione Mediterranea                       | Unione Mediterranea                       | 6.015         | 0,55          | -             | N.D.          | N.D.          | N.D.          |
| Liberal Democratici Europei               | Liberal Democratici Europei               | 4.633         | 0,42          | -             | 9.304         | 0,84          | -             |
| Movimento Liberaldemocratici e Socialisti | Movimento Liberaldemocratici e Socialisti | 3.429         | 0,31          | -             | N.D.          | N.D.          | N.D.          |
| Idea Città                                | Idea Città                                | 2.695         | 0,95          | -             | 4.466         | 0,40          | -             |
| Movimento Federalista Calabria Libera     | Movimento Federalista Calabria Libera     | N.D.          | N.D.          | N.D.          | 34.387        | 3,10          | -             |
| Per la Calabria                           | Per la Calabria                           | N.D.          | N.D.          | N.D.          | 6.588         | 0,59          | -             |
| Totale                                    | Totale                                    | 1.091.662     |               | 6             | 1.109.885     |               | 17            |

#### Eletti

##### Parte proporzionale
| Partito Democratico della Sinistra | Forza Italia      | Alleanza Nazionale   | Partito Popolare Italiano       | Rifondazione Comunista | Patto Segni          |
| ---------------------------------- | ----------------- | -------------------- | ------------------------------- | ---------------------- | -------------------- |
|                                    |                   |                      |                                 |                        |                      |
| - Simona dalla Chiesa              | - Vittorio Sgarbi | - Raffaele Valensise | - Maria Anna Calabretta Manzara | - Rita Commisso        | - Giuseppe Siciliani |

##### Parte maggioritaria
Eletti nei Progressisti (PDS - PRC - FdV - PSI - Rete - AD)
     Eletti nel Polo del Buon Governo (FI - LN - CCD - UdC - PLD)
| Collegio                           | Deputato | Deputato                | Partito |
| ---------------------------------- | -------- | ----------------------- | ------- |
| Paola                              |          | Alessandro Bergamo      |         |
| Castrovillari                      |          | Luigi Saraceni          |         |
| Corigliano Calabro                 |          | Mario Brunetti          |         |
| Rossano                            |          | Mario Oliverio          |         |
| Rende                              |          | Sergio De Julio         |         |
| Cosenza                            |          | Benito Falvo            |         |
| Lamezia Terme                      |          | Italo Reale             |         |
| Catanzaro                          |          | Elio Colosimo           |         |
| Isola di Capo Rizzuto              |          | Rosario Olivo           |         |
| Crotone                            |          | Giancarlo Sitra         |         |
| Vibo Valentia                      |          | Domenico Antonio Basile |         |
| Soverato                           |          | Giuseppe Soriero        |         |
| Siderno                            |          | Domenico Bova           |         |
| Locri                              |          | Giuseppe Lombardo       |         |
| Reggio Calabria-Sbarre             |          | Fortunato Aloi          |         |
| Reggio Calabria-Villa San Giovanni |          | Amedeo Matacena         |         |
| Palmi                              |          | Angela Napoli           |         |

### XIII legislatura

#### Risultati elettorali
| Coalizioni            | Liste                              | Proporzionale | Proporzionale | Proporzionale | Maggioritario | Maggioritario | Maggioritario |
| Coalizioni            | Liste                              | Voti          | %             | Seggi         | Voti          | %             | Seggi         |
| --------------------- | ---------------------------------- | ------------- | ------------- | ------------- | ------------- | ------------- | ------------- |
| Polo per le Libertà   | Alleanza Nazionale                 | 248.098       | 23,38         | 2             | 480.748       | 46,03         | 6             |
| Polo per le Libertà   | Forza Italia                       | 193.923       | 18,27         | 1             | 480.748       | 46,03         | 6             |
| Polo per le Libertà   | CCD-CDU                            | 95.960        | 9,00          | 1             | 480.748       | 46,03         | 6             |
| L'Ulivo               | Partito Democratico della Sinistra | 222.323       | 20,95         | -             | 477.488       | 45,71         | 11            |
| L'Ulivo               | Popolari per Prodi                 | 71.889        | 6,67          | -             | 477.488       | 45,71         | 11            |
| L'Ulivo               | Rinnovamento Italiano              | 44.352        | 4,18          | 1             | 477.488       | 45,71         | 11            |
| L'Ulivo               | Federazione dei Verdi              | 18.718        | 1,76          | -             | 477.488       | 45,71         | 11            |
| Progressisti          | Rifondazione Comunista             | 106.112       | 10,00         | 1             | 24.156        | 2,31          | -             |
| Lista Pannella-Sgarbi | Lista Pannella-Sgarbi              | 19.737        | 1,86          | -             | N.D.          | N.D.          | N.D.          |
| Fiamma Tricolore      | Fiamma Tricolore                   | 18.740        | 1,77          | -             | 46.946        | 4,49          | -             |
| Partito Socialista    | Partito Socialista                 | 17.605        | 1,66          | -             | 6.174         | 0,59          | -             |
| Rinnovamento          | Rinnovamento                       | 4.152         | 0,39          | -             | 8.984         | 0,86          | -             |
| Totale                | Totale                             | 1.061.209     |               | 6             | 1.044.496     |               | 17            |

#### Eletti

##### Parte proporzionale
| Alleanza Nazionale                   | Forza Italia            | Rifondazione Comunista  | CCD-CDU         | Rinnovamento Italiano   |
| ------------------------------------ | ----------------------- | ----------------------- | --------------- | ----------------------- |
|                                      |                         |                         |                 |                         |
| - Angela Napoli - Raffaele Valensise | - Ida D'Ippolito Vitale | - Maria Celeste Nardini | - Mario Tassone | - Bonaventura Lamacchia |

##### Parte maggioritaria
Eletti nell'Ulivo (PDS - P-S-P-U-P - RI - FdV)
     Eletti nel Polo per le Libertà (FI - AN - CCD-CDU)
| Collegio                           | Deputato | Deputato                   | Partito |
| ---------------------------------- | -------- | -------------------------- | ------- |
| Paola                              |          | Alessandro Bergamo         |         |
| Castrovillari                      |          | Luigi Saraceni             |         |
| Corigliano Calabro                 |          | Francesco Fino             |         |
| Rossano                            |          | Mario Oliverio             |         |
| Rende                              |          | Aldo Brancati              |         |
| Cosenza                            |          | Paolo Palma                |         |
| Lamezia Terme                      |          | Giuseppe Galati            |         |
| Catanzaro                          |          | Massimo Mauro              |         |
| Isola di Capo Rizzuto              |          | Rosario Olivo              |         |
| Crotone                            |          | Rocco Gaetani              |         |
| Vibo Valentia                      |          | Domenico Romano Carratelli |         |
| Soverato                           |          | Giuseppe Soriero           |         |
| Siderno                            |          | Domenico Bova              |         |
| Locri                              |          | Giovanni Filocamo          |         |
| Reggio Calabria-Sbarre             |          | Fortunato Aloi             |         |
| Reggio Calabria-Villa San Giovanni |          | Amedeo Matacena            |         |
| Palmi                              |          | Armando Veneto             |         |

### XIV legislatura

#### Risultati elettorali
| Coalizioni             | Liste                   | Proporzionale | Proporzionale | Proporzionale | Maggioritario | Maggioritario | Maggioritario |
| Coalizioni             | Liste                   | Voti          | %             | Seggi         | Voti          | %             | Seggi         |
| ---------------------- | ----------------------- | ------------- | ------------- | ------------- | ------------- | ------------- | ------------- |
| Casa delle Libertà     | Forza Italia            | 273.958       | 25,70         | 2             | 486.980       | 44,51         | 11            |
| Casa delle Libertà     | Alleanza Nazionale      | 161.528       | 15,15         | 1             | 486.980       | 44,51         | 11            |
| Casa delle Libertà     | CCD-CDU                 | 58.114        | 5,45          | -             | 486.980       | 44,51         | 11            |
| Casa delle Libertà     | Nuovo PSI               | 36.809        | 3,45          | -             | 486.980       | 44,51         | 11            |
| L'Ulivo                | Democratici di Sinistra | 190.679       | 17,89         | 2             | 457.058       | 41,77         | 6             |
| L'Ulivo                | La Margherita           | 113.816       | 10,68         | 1             | 457.058       | 41,77         | 6             |
| L'Ulivo                | Il Girasole             | 29.565        | 2,77          | -             | 457.058       | 41,77         | 6             |
| L'Ulivo                | Comunisti Italiani      | 26.215        | 2,46          | -             | 457.058       | 41,77         | 6             |
| Rifondazione Comunista | Rifondazione Comunista  | 58.012        | 5,44          | -             | N.D.          | N.D.          | N.D.          |
| Democrazia Europea     | Democrazia Europea      | 42.762        | 4,01          | -             | 74.949        | 6,85          | -             |
| Italia dei Valori      | Italia dei Valori       | 37.984        | 3,56          | -             | 44.367        | 4,06          | -             |
| Lista Emma Bonino      | Lista Emma Bonino       | 18.852        | 1,77          | -             | 15.805        | 1,44          | -             |
| Fiamma Tricolore       | Fiamma Tricolore        | 15.097        | 1,42          | -             | 14.939        | 1,37          | -             |
| Paese Nuovo            | Paese Nuovo             | 1.651         | 0,15          | -             | N.D.          | N.D.          | N.D.          |
| Abolizione Scorporo    | Abolizione Scorporo     | 808           | 0,08          | -             | N.D.          | N.D.          | N.D.          |
| Totale                 | Totale                  | 1.065.850     |               | 6             | 1.094.098     |               | 17            |

#### Eletti

##### Parte proporzionale
| Forza Italia                               | Democratici di Sinistra           | Alleanza Nazionale  | La Margherita    |
| ------------------------------------------ | --------------------------------- | ------------------- | ---------------- |
|                                            |                                   |                     |                  |
| - Giovambattista Caligiuri - Non assegnato | - Marco Minniti - Giacomo Mancini | - Maurizio Gasparri | - Pino Pisicchio |

##### Parte maggioritaria
Eletti nella Casa delle Libertà (FI - AN - CCD-CDU - NPSI)
     Eletti nell'Ulivo (DS - DL - Il Girasole - PdCI)
| Collegio                           | Deputato          | Deputato            | Partito |
| ---------------------------------- | ----------------- | ------------------- | ------- |
| Paola                              |                   | Jole Santelli       |         |
| Castrovillari                      |                   | Domenico Pappaterra |         |
| Corigliano Calabro                 |                   | Giuseppe Geraci     |         |
| Rossano                            |                   | Mario Oliverio      |         |
| Rende                              |                   | Giuseppe Camo       |         |
| Cosenza                            |                   | Roberto Caruso      |         |
| Lamezia Terme                      |                   | Giuseppe Galati     |         |
| Catanzaro                          |                   | Mario Tassone       |         |
| Isola di Capo Rizzuto              |                   | Agazio Loiero       |         |
| Isola di Capo Rizzuto              | Nicodemo Oliverio |                     |         |
| Crotone                            |                   | Dorina Bianchi      |         |
| Vibo Valentia                      |                   | Michele Ranieli     |         |
| Soverato                           |                   | Giancarlo Pittelli  |         |
| Siderno                            |                   | Domenico Bova       |         |
| Locri                              |                   | Luigi Meduri        |         |
| Reggio Calabria-Sbarre             |                   | Giuseppe Valentino  |         |
| Reggio Calabria-Villa San Giovanni |                   | Giuseppe Caminiti   |         |
| Palmi                              |                   | Angela Napoli       |         |

1. ↑  Eletto in seguito ad elezioni suppletive.

## Dal 2005 al 2017

### XV legislatura

#### Risultati elettorali
|                               | L'Ulivo                                           | 298 089   | 26,28 | 7  |  |  |  |  |  |
|                               | Partito della Rifondazione Comunista              | 67 708    | 5,97  | 2  |  |  |  |  |  |
|                               | Lista Consumatori                                 | 58 245    | 5,14  | –  |  |  |  |  |  |
|                               | Popolari UDEUR                                    | 52 734    | 4,65  | 1  |  |  |  |  |  |
|                               | Rosa nel Pugno                                    | 49 255    | 4,34  | 1  |  |  |  |  |  |
|                               | Partito dei Comunisti Italiani                    | 38 428    | 3,39  | 1  |  |  |  |  |  |
|                               | Italia dei Valori                                 | 25 221    | 2,22  | 1  |  |  |  |  |  |
|                               | I Socialisti                                      | 25 081    | 2,21  | –  |  |  |  |  |  |
|                               | Federazione dei Verdi                             | 23 438    | 2,07  | 1  |  |  |  |  |  |
|                               | Partito Pensionati                                | 4 962     | 0,44  | –  |  |  |  |  |  |
|                               | Totale coalizione                                 | 643 161   | 56,71 | 14 |  |  |  |  |  |
|                               | Forza Italia                                      | 235 055   | 20,72 | 4  |  |  |  |  |  |
|                               | Alleanza Nazionale                                | 125 003   | 11,02 | 2  |  |  |  |  |  |
|                               | Unione dei Democratici Cristiani e di Centro      | 86 958    | 7,67  | 2  |  |  |  |  |  |
|                               | Democrazia Cristiana per le Autonomie – Nuovo PSI | 11 092    | 0,98  | –  |  |  |  |  |  |
|                               | Alternativa Sociale                               | 10 078    | 0,89  | –  |  |  |  |  |  |
|                               | Lega Nord – MPA                                   | 9 406     | 0,83  | –  |  |  |  |  |  |
|                               | Fiamma Tricolore                                  | 8 320     | 0,73  | –  |  |  |  |  |  |
|                               | Totale coalizione                                 | 485 912   | 42,84 | 8  |  |  |  |  |  |
|                               | Per il Sud                                        | 5 130     | 0,45  | –  |  |  |  |  |  |
| Totale                        | Totale                                            | 1 134 203 | 100   | 22 |  |  |  |  |  |
|                               |                                                   |           |       |    |  |  |  |  |  |
| Voti non validi               | Voti non validi                                   | 53 811    | 4,53  |    |  |  |  |  |  |
| Votanti                       | Votanti                                           | 1 188 014 | 74,60 |    |  |  |  |  |  |
| Elettori                      | Elettori                                          | 1 592 428 |       |    |  |  |  |  |  |
|                               |                                                   |           |       |    |  |  |  |  |  |
| Fonte: Ministero dell'interno |                                                   |           |       |    |  |  |  |  |  |

#### Eletti
| L'Ulivo | Partito della Rifondazione Comunista                              | Udeur                                  | Rosa nel Pugno                                                                                  |
| --- | ----------------------------------------------------------------- | -------------------------------------- | ----------------------------------------------------------------------------------------------- |
| |                                                                   |                                        |                                                                                                 |
| - → Romano Prodi - Marco Minniti - Nicodemo Oliverio - Marilina Intrieri - Dorina Bianchi - Leone Zappia - Francesco Laratta - Nicola Adamo | - → Fausto Bertinotti - Francesco Saverio Caruso - Antonio Falomi | - Giuseppe Morrone                     | - → Enrico Boselli - → Emma Bonino - → Daniele Capezzone - → Roberto Villetti - Giacomo Mancini |
| - → Romano Prodi - Marco Minniti - Nicodemo Oliverio - Marilina Intrieri - Dorina Bianchi - Leone Zappia - Francesco Laratta - Nicola Adamo | Partito dei Comunisti Italiani                                    | Italia dei Valori                      | Federazione dei Verdi                                                                           |
| - → Romano Prodi - Marco Minniti - Nicodemo Oliverio - Marilina Intrieri - Dorina Bianchi - Leone Zappia - Francesco Laratta - Nicola Adamo |                                                                   |                                        |                                                                                                 |
| - → Romano Prodi - Marco Minniti - Nicodemo Oliverio - Marilina Intrieri - Dorina Bianchi - Leone Zappia - Francesco Laratta - Nicola Adamo | - → Oliviero Diliberto - → Katia Bellillo - Ferdinando Pignataro  | - → Antonio Di Pietro - Aurelio Misiti | - → Alfonso Pecoraro Scanio - Stefano Boco                                                      |

| Forza Italia                                                                                            | Alleanza Nazionale                                      | Unione dei Democratici Cristiani e di Centro                 |
| --- | ------------------------------------------------------- | ------------------------------------------------------------ |
| |                                                         |                                                              |
| - → Silvio Berlusconi - Gianfranco Miccichè - Giulio Tremonti - Giovambattista Caligiuri - Luigi Fedele | - → Gianfranco Fini - Maurizio Gasparri - Angela Napoli | - → Pier Ferdinando Casini - Mario Tassone - Giuseppe Galati |

1. ↑  Opta per la circoscrizione Emilia-Romagna
2. ↑  Opta per la circoscrizione Piemonte 2
3. ↑  Opta per la circoscrizione Sicilia 2
4. ↑  Opta per la circoscrizione Veneto 2
5. ↑  Opta per la circoscrizione Sicilia 1
6. ↑  Opta per la circoscrizione Sardegna
7. ↑  Opta per la circoscrizione Sicilia 1
8. ↑  Opta per la circoscrizione Piemonte 2
9. ↑  Opta per la circoscrizione Veneto 2
10. ↑  Opta per la circoscrizione Campania 2
11. ↑  Opta per la circoscrizione Campania 1
12. ↑  Dimissionario in data 27.09.2006; subentrante: Ida D'Ippolito Vitale
13. ↑  Opta per la circoscrizione Emilia-Romagna
14. ↑  Opta per la circoscrizione Lombardia 1

### XVI legislatura

#### Risultati elettorali
|                               | Il Popolo della Libertà               | 438 719   | 41,26 | 11 |  |  |  |  |  |
|                               | Movimento per l'Autonomia             | 27 450    | 2,58  | 1  |  |  |  |  |  |
|                               | Totale coalizione                     | 466 169   | 43,84 | 12 |  |  |  |  |  |
|                               | Partito Democratico                   | 346 391   | 32,58 | 7  |  |  |  |  |  |
|                               | Italia dei Valori                     | 38 239    | 3,60  | 1  |  |  |  |  |  |
|                               | Totale coalizione                     | 384 630   | 36,18 | 8  |  |  |  |  |  |
|                               | Unione di Centro                      | 87 581    | 8,24  | 2  |  |  |  |  |  |
|                               | La Sinistra l'Arcobaleno              | 34 499    | 3,24  | –  |  |  |  |  |  |
|                               | Partito Socialista                    | 32 300    | 3,04  | –  |  |  |  |  |  |
|                               | La Destra - Fiamma Tricolore          | 23 646    | 2,22  | –  |  |  |  |  |  |
|                               | Partito Comunista dei Lavoratori      | 7 436     | 0,70  | –  |  |  |  |  |  |
|                               | Sinistra Critica                      | 5 436     | 0,51  | –  |  |  |  |  |  |
|                               | Partito Liberale Italiano             | 5 297     | 0,50  | –  |  |  |  |  |  |
|                               | Lista dei Grilli Parlanti             | 3 846     | 0,36  | –  |  |  |  |  |  |
|                               | Associazione per la Difesa della Vita | 2 972     | 0,28  | –  |  |  |  |  |  |
|                               | Forza Nuova                           | 2 627     | 0,25  | –  |  |  |  |  |  |
|                               | Unione Democratica per i Consumatori  | 2 536     | 0,24  | –  |  |  |  |  |  |
|                               | Per il Bene Comune                    | 2 237     | 0,21  | –  |  |  |  |  |  |
|                               | Movimento Europeo Diversamente Abili  | 2 021     | 0,19  | –  |  |  |  |  |  |
| Totale                        | Totale                                | 1 063 233 | 100   | 22 |  |  |  |  |  |
|                               |                                       |           |       |    |  |  |  |  |  |
| Voti non validi               | Voti non validi                       | 71 081    | 6,27  |    |  |  |  |  |  |
| Votanti                       | Votanti                               | 1 134 314 | 71,41 |    |  |  |  |  |  |
| Elettori                      | Elettori                              | 1 588 381 |       |    |  |  |  |  |  |
|                               |                                       |           |       |    |  |  |  |  |  |
| Fonte: Ministero dell'interno |                                       |           |       |    |  |  |  |  |  |

#### Eletti
| Il Popolo della Libertà | Partito Democratico | Unione di Centro                                                                |
| --- | --- | ------------------------------------------------------------------------------- |
| | |                                                                                 |
| - Silvio Berlusconi - Gianfranco Fini - Francesco Nucara - Santo Versace - Giovanni Dima - Giancarlo Pittelli - Jole Santelli - Angela Napoli - Consolata Golfo - Giuseppe Galati - Ida D'Ippolito Vitale - Michele Traversa - Antonino Foti | - Marco Minniti - Rosa Maria Villecco - Nicodemo Oliverio - Francesco Laratta - Doris Lo Moro - Maria Grazia Laganà - Cesare Marini | - → Pier Ferdinando Casini - → Giuseppe Naro - Mario Tassone - Roberto Occhiuto |
| Movimento per l'Autonomia | Italia dei Valori |                                                                                 |
| | |                                                                                 |
| - → Raffaele Lombardo - Elio Vittorio Belcastro | - → Antonio Di Pietro - Aurelio Misiti                                                                                              |                                                                                 |

1. ↑  Opta per la circoscrizione Molise
2. ↑  Opta per la circoscrizione Emilia-Romagna
3. ↑  Opta per la circoscrizione Liguria
4. ↑  Opta per la circoscrizione Sicilia 2
5. ↑  Opta per la circoscrizione Puglia
6. ↑  Opta per la circoscrizione Molise

### XVII legislatura

#### Risultati elettorali
|                               | Il Popolo della Libertà          | 222 671   | 23,77 | 4  |  |  |  |  |  |
|                               | Grande Sud – MPA                 | 28 135    | 3,00  | –  |  |  |  |  |  |
|                               | Fratelli d'Italia                | 12 724    | 1,36  | –  |  |  |  |  |  |
|                               | La Destra                        | 8 303     | 0,89  | –  |  |  |  |  |  |
|                               | Moderati in Rivoluzione          | 5 459     | 0,58  | –  |  |  |  |  |  |
|                               | Intesa Popolare                  | 3 241     | 0,35  | –  |  |  |  |  |  |
|                               | Lega Nord                        | 2 344     | 0,25  | –  |  |  |  |  |  |
|                               | Totale coalizione                | 282 877   | 30,20 | 4  |  |  |  |  |  |
|                               | Partito Democratico              | 209 379   | 22,36 | 9  |  |  |  |  |  |
|                               | Sinistra Ecologia Libertà        | 39 129    | 4,18  | 1  |  |  |  |  |  |
|                               | Centro Democratico               | 16 489    | 1,76  | 1  |  |  |  |  |  |
|                               | Totale coalizione                | 264 997   | 28,29 | 11 |  |  |  |  |  |
|                               | Movimento 5 Stelle               | 232 811   | 24,86 | 4  |  |  |  |  |  |
|                               | Scelta Civica                    | 51 726    | 5,52  | –  |  |  |  |  |  |
|                               | Unione di Centro                 | 38 335    | 4,09  | 1  |  |  |  |  |  |
|                               | Futuro e Libertà per l'Italia    | 8 159     | 0,87  | –  |  |  |  |  |  |
|                               | Totale coalizione                | 98 220    | 10,49 | 1  |  |  |  |  |  |
|                               | Rivoluzione Civile               | 27 272    | 2,91  | –  |  |  |  |  |  |
|                               | Partito Comunista dei Lavoratori | 4 758     | 0,51  | –  |  |  |  |  |  |
|                               | Riformisti Italiani              | 4 611     | 0,49  | –  |  |  |  |  |  |
|                               | Amnistia Giustizia Libertà       | 4 598     | 0,49  | –  |  |  |  |  |  |
|                               | Fiamma Tricolore                 | 4 322     | 0,46  | –  |  |  |  |  |  |
|                               | Fare per Fermare il Declino      | 3 160     | 0,34  | –  |  |  |  |  |  |
|                               | Io Amo l'Italia                  | 2 699     | 0,29  | –  |  |  |  |  |  |
|                               | Forza Nuova                      | 2 424     | 0,26  | –  |  |  |  |  |  |
|                               | Liberali per l'Italia - PLI      | 1 957     | 0,21  | –  |  |  |  |  |  |
|                               | CasaPound                        | 1 874     | 0,20  | –  |  |  |  |  |  |
| Totale                        | Totale                           | 936 580   | 100   | 20 |  |  |  |  |  |
|                               |                                  |           |       |    |  |  |  |  |  |
| Voti non validi               | Voti non validi                  | 61 325    | 6,15  |    |  |  |  |  |  |
| Votanti                       | Votanti                          | 997 905   | 63,15 |    |  |  |  |  |  |
| Elettori                      | Elettori                         | 1 580 119 |       |    |  |  |  |  |  |
|                               |                                  |           |       |    |  |  |  |  |  |
| Fonte: Ministero dell'interno |                                  |           |       |    |  |  |  |  |  |

#### Eletti
| Partito Democratico | Il Popolo della Libertà                                                 | Movimento 5 Stelle                                                      |
| --- | ----------------------------------------------------------------------- | ----------------------------------------------------------------------- |
| |                                                                         |                                                                         |
| - Rosy Bindi - Alfredo D'Attorre - Vincenza Bruno Bossio - Nico Stumpo - Demetrio Battaglia - Ernesto Magorno - Bruno Censore - Nicodemo Oliverio - Stefania Covello | - Jole Santelli - Rosanna Scopelliti - Dorina Bianchi - Giuseppe Galati | - Dalila Nesci - Sebastiano Barbanti - Federica Dieni - Paolo Parentela |
| Sinistra Ecologia Libertà | Centro Democratico                                                      | Unione di Centro                                                        |
| |                                                                         |                                                                         |
| - → Nichi Vendola - Ferdinando Aiello | - Franco Bruno                                                          | - Lorenzo Cesa                                                          |

1. ↑  Opta per la circoscrizione Puglia

## Dal 2017

### Collegi elettorali

#### Dal 2017 al 2020
Alla circoscrizione sono attribuiti 20 seggi: 8 sono assegnati mediante sistema maggioritario, all'interno di altrettanti collegi uninominali; 12 mediante sistema proporzionale, all'interno di due collegi plurinominali.
| Collegi plurinominali | Collegi plurinominali | Collegi uninominali                                                             |
| --------------------- | --------------------- | ------------------------------------------------------------------------------- |
|                       | Calabria - 01         | - 01 - Castrovillari - 02 - Corigliano Calabro - 03 - Cosenza - 05 - Crotone    |
|                       | Calabria - 02         | - 04 - Catanzaro - 06 - Vibo Valentia - 07 - Gioia Tauro - 08 - Reggio Calabria |

#### Dal 2020
In seguito alla riforma costituzionale del 2020 in tema di riduzione del numero dei parlamentari, alla circoscrizione sono attribuiti 13 seggi: 5 sono assegnati mediante sistema maggioritario, in altrettanti collegi uninominali; 8 mediante sistema proporzionale, all'interno di un unico collegio plurinominale.
| Collegi plurinominali | Collegi plurinominali | Collegi uninominali                                                                                   |
| --------------------- | --------------------- | --- |
|                       | Calabria - 01         | - 01 - Corigliano-Rossano - 02 - Cosenza - 03 - Catanzaro - 04 - Vibo Valentia - 05 - Reggio Calabria |

### XVIII legislatura

#### Risultati elettorali
|                            | Movimento 5 Stelle                          | 407 316   | 43,40 | 6  | 407 316 | 43,40 | 6 |  |  |
|                            | Forza Italia                                | 191 206   | 20,37 | 3  | 302 038 | 32,18 | 2 |  |  |
|                            | Lega                                        | 51 527    | 5,49  | 1  | 302 038 | 32,18 | 2 |  |  |
|                            | Fratelli d'Italia                           | 41 533    | 4,43  | –  | 302 038 | 32,18 | 2 |  |  |
|                            | Noi con l'Italia – UDC                      | 17 772    | 1,89  | –  | 302 038 | 32,18 | 2 |  |  |
|                            | Partito Democratico                         | 134 654   | 14,35 | 2  | 160 681 | 17,12 | – |  |  |
|                            | +Europa                                     | 9 504     | 1,01  | –  | 160 681 | 17,12 | – |  |  |
|                            | Italia Europa Insieme                       | 8 623     | 0,92  | –  | 160 681 | 17,12 | – |  |  |
|                            | Civica Popolare                             | 7 900     | 0,84  | –  | 160 681 | 17,12 | – |  |  |
|                            | Liberi e Uguali                             | 26 742    | 2,85  | 1  | 26 742  | 2,85  | – |  |  |
|                            | Potere al Popolo!                           | 10 205    | 1,09  | –  | 10 205  | 1,09  | – |  |  |
|                            | CasaPound                                   | 7 105     | 0,76  | –  | 7 105   | 0,76  | – |  |  |
|                            | Italia agli Italiani (FN - FT)              | 6 591     | 0,70  | –  | 6 591   | 0,70  | – |  |  |
|                            | Il Popolo della Famiglia                    | 5 896     | 0,63  | –  | 5 896   | 0,63  | – |  |  |
|                            | Partito Valore Umano                        | 4 820     | 0,51  | –  | 4 820   | 0,51  | – |  |  |
|                            | Partito Comunista                           | 4 522     | 0,48  | –  | 4 522   | 0,48  | – |  |  |
|                            | Per una Sinistra Rivoluzionaria (SCR - PCL) | 1 522     | 0,16  | –  | 1 522   | 0,16  | – |  |  |
|                            | Lista del Popolo per la Costituzione        | 1 034     | 0,11  | –  | 1 034   | 0,11  | – |  |  |
| Totale                     | Totale                                      | 938 472   | 100   | 13 | 938 472 | 100   | 8 |  |  |
|                            |                                             |           |       |    |         |       |   |  |  |
| Schede bianche             | Schede bianche                              | 15 436    | 1,57  |    |         |       |   |  |  |
| Schede nulle               | Schede nulle                                | 27 288    | 2,78  |    |         |       |   |  |  |
| Votanti                    | Votanti                                     | 981 196   | 63,32 |    |         |       |   |  |  |
| Elettori                   | Elettori                                    | 1 549 630 |       |    |         |       |   |  |  |
|                            |                                             |           |       |    |         |       |   |  |  |
| Fonte: Camera dei deputati |                                             |           |       |    |         |       |   |  |  |

#### Eletti

##### Eletti nei collegi uninominali
Eletti nel Movimento 5 Stelle
     Eletti nella coalizione di centro-destra (FI - Lega - FdI - NcI-UDC)
| Collegio uninominale  | Eletto | Eletto                 | Partito |
| --------------------- | ------ | ---------------------- | ------- |
| 1. Castrovillari      |        | Carmelo Massimo Misiti | M5S     |
| 2. Corigliano Calabro |        | Francesco Sapia        | M5S     |
| 3. Cosenza            |        | Anna Laura Orrico      | M5S     |
| 4. Catanzaro          |        | Giuseppe d'Ippolito    | M5S     |
| 5. Crotone            |        | Elisabetta Barbuto     | M5S     |
| 6. Vibo Valentia      |        | Wanda Ferro            | FdI     |
| 7. Gioia Tauro        |        | Francesco Cannizzaro   | FI      |
| 8. Reggio Calabria    |        | Federica Dieni         | M5S     |

1. ↑  In data 19.02.2021 aderisce al gruppo misto, non iscritti; in data 23.02.2021 alla componente «Alternativa».
2. ↑  In data 21.06.2022 aderisce al gruppo Insieme per il Futuro.
3. ↑  In data 01.08.2022 aderisce al gruppo misto, non iscritti; in data 09.08.2022 al gruppo Italia Viva-Italia C'è.

##### Eletti nei collegi plurinominali
| Collegio plurinominale | M5S                                                           | Forza Italia                    | Partito Democratico | Lega                 | Liberi e Uguali |
| ---------------------- | ------------------------------------------------------------- | ------------------------------- | ------------------- | -------------------- | --------------- |
| Collegio plurinominale |                                                               |                                 |                     |                      |                 |
| Calabria - 01          | - Francesco Forciniti - Elisa Scutellà - Alessandro Melicchio | - Roberto Occhiuto              | - Enza Bruno Bossio | - Domenico Furgiuele | –               |
| Calabria - 02          | - Dalila Nesci - Paolo Parentela - Riccardo Tucci             | - Jole Santelli - Maria Tripodi | - Antonio Viscomi   | - Domenico Furgiuele | - Nico Stumpo   |

1. ↑  In data 19.02.2021 aderisce al gruppo misto, non iscritti; in data 11.03.2021 alla componente «Alternativa».
2. ↑  Dimissionario in data 04.11.2021 (assume la carica di presidente nella giunta regionale calabrese); gli subentra in pari data Andrea Gentile.
3. 1 2  A seguito della relazione della Giunta per le elezioni, il 4 agosto 2020 viene annullata l'elezione di Domenico Furgiuele nel collegio plurinominale Calabria 01 e contestualmente viene proclamato eletto nel collegio plurinominale Calabria 02. Resoconto della seduta 387 del 5 agosto 2020
4. ↑  In data 21.06.2022 aderisce al gruppo Insieme per il Futuro.
5. ↑  Dimissionaria in data 31.03.2020 (assume la carica di presidente nella giunta regionale calabrese); in data 02.04.2020 le subentra Domenico Giannetta, a sua volta dimissionario in data 07.05.2020 (opta per la carica di consigliere regionale calabrese); in data 08.05.2020 gli subentra Sergio Torromino.

### XIX legislatura

#### Risultati elettorali
|                               | Fratelli d'Italia                                       | 136 479   | 18,97 | 2 | 297 541 | 41,35 | 4 |  |  |
|                               | Forza Italia                                            | 112 211   | 15,60 | 1 | 297 541 | 41,35 | 4 |  |  |
|                               | Lega per Salvini Premier                                | 41 676    | 5,79  | 1 | 297 541 | 41,35 | 4 |  |  |
|                               | Noi Moderati                                            | 7 175     | 1,00  | – | 297 541 | 41,35 | 4 |  |  |
|                               | Movimento 5 Stelle                                      | 211 390   | 29,38 | 2 | 211 390 | 29,38 | 1 |  |  |
|                               | Partito Democratico - Italia Democratica e Progressista | 103 315   | 14,36 | 2 | 130 605 | 18,15 | – |  |  |
|                               | Alleanza Verdi e Sinistra                               | 13 050    | 1,81  | – | 130 605 | 18,15 | – |  |  |
|                               | +Europa                                                 | 7 820     | 1,09  | – | 130 605 | 18,15 | – |  |  |
|                               | Impegno Civico – Centro Democratico                     | 6 420     | 0,89  | – | 130 605 | 18,15 | – |  |  |
|                               | Azione - Italia Viva                                    | 29 810    | 4,14  | – | 29 810  | 4,14  | – |  |  |
|                               | Unione Popolare                                         | 16 341    | 2,27  | – | 16 341  | 2,27  | – |  |  |
|                               | Italexit                                                | 10 044    | 1,40  | – | 10 044  | 1,40  | – |  |  |
|                               | Italia Sovrana e Popolare                               | 8 583     | 1,19  | – | 8 583   | 1,19  | – |  |  |
|                               | Partito Comunista Italiano                              | 4 659     | 0,65  | – | 4 659   | 0,65  | – |  |  |
|                               | Sud chiama Nord                                         | 2 426     | 0,34  | – | 2 426   | 0,34  | – |  |  |
|                               | Partito Animalista – UCDL – 10 Volte Meglio             | 2 241     | 0,31  | – | 2 241   | 0,31  | – |  |  |
|                               | Alternativa per l'Italia (PdF - Exit)                   | 1 908     | 0,27  | – | 1 908   | 0,27  | – |  |  |
|                               | Noi di Centro – Europeisti                              | 1 662     | 0,23  | – | 1 662   | 0,23  | – |  |  |
|                               | Vita                                                    | 1 486     | 0,21  | – | 1 486   | 0,21  | – |  |  |
|                               | Forza del Popolo                                        | 815       | 0,11  | – | 815     | 0,11  | – |  |  |
| Totale                        | Totale                                                  | 719 511   | 100   | 8 | 719 511 | 100   | 5 |  |  |
|                               |                                                         |           |       |   |         |       |   |  |  |
| Voti non validi               | Voti non validi                                         | 40 843    | 5,37  |   |         |       |   |  |  |
| Votanti                       | Votanti                                                 | 760 354   | 50,80 |   |         |       |   |  |  |
| Elettori                      | Elettori                                                | 1 496 834 |       |   |         |       |   |  |  |
|                               |                                                         |           |       |   |         |       |   |  |  |
| Data: 25 settembre 2022       |                                                         |           |       |   |         |       |   |  |  |
| Fonte: Ministero dell'interno |                                                         |           |       |   |         |       |   |  |  |

#### Eletti

##### Eletti nei collegi uninominali
Eletti nella coalizione di coalizione di centro-destra (FdI - LSP - FI - NM)
     Eletti nel Movimento 5 Stelle
| Collegio uninominale    | Eletto | Eletto               | Partito |
| ----------------------- | ------ | -------------------- | ------- |
| 01 - Corigliano-Rossano |        | Domenico Furgiuele   | LSP     |
| 02 - Cosenza            |        | Anna Laura Orrico    | M5S     |
| 02 - Cosenza            |        | Andrea Gentile       | FI      |
| 03 - Catanzaro          |        | Wanda Ferro          | FdI     |
| 04 - Vibo Valentia      |        | Giovanni Arruzzolo   | FI      |
| 05 - Reggio Calabria    |        | Francesco Cannizzaro | FI      |

1. 1 2  In data 12.03.2025 Anna Laura Orrico decade per riconteggio schede. Al suo posto subentra Andrea Gentile, candidato della coalizione di centro-destra.[1]

##### Eletti nei collegi plurinominali
| Collegio plurinominale | Movimento 5 Stelle                                   | Fratelli d'Italia  | Forza Italia            | Partito Democratico-IDP | Lega per Salvini Premier |
| ---------------------- | ---------------------------------------------------- | ------------------ | ----------------------- | ----------------------- | ------------------------ |
| Collegio plurinominale |                                                      |                    |                         |                         |                          |
| Calabria - 01          | - Vittoria Baldino - Riccardo Tucci - Elisa Scutellà | - Eugenia Roccella | - Giuseppe Mangialavori | - Nico Stumpo           | - Simona Loizzo          |

1. ↑  Proclamata come migliore candidata non eletta tra quelli della lista nei collegi uninominali nell'ambito del collegio plurinominale originario, a seguito dell'incapienza della lista, ai sensi del Decreto del presidente della Repubblica 30 marzo 1957, n. 361, articolo 84. In data 12.05.2025 il seggio di Anna Laura Orrico, appartenente al gruppo M5S, nel collegio uninominale Calabria - 02 viene riassegnato a Andrea Gentile, che aderisce al gruppo FI-PPE; Anna Laura Orrico è di nuovo proclamata eletta nel collegio plurinominale Calabria - 01 in sostituzione di Elisa Scutellà, che cessa dal mandato parlamentare.[1]